# O Jesu, Du Guds underbarn
O Jesu, Du Guds underbarn är en psalmtext av Gerhard Tersteegen. Den har 13 verser och ansluter till Matteusevageliets 18:3-4.
Melodin i 2/2-takt (C-dur) är komponerad av Philipp Nicolai omkring 1597 och är densamma som till psalmen Var hälsad sköna morgonstund.

## Publicerad i
- Lilla Kempis avsnitt "Andeliga Sånger", nr 17 under rubriken "Dygde-spegel i Jesu barndom".